# Вузька (річка)
Вузька — річка в Україні, у Великобагачанському районі Полтавської області. Права притока Псла (басейн Дніпра).

## Опис
Довжина річки приблизно 4,3 км. Місцями пересихає, гирло відсутнє.

## Розташування
Бере початок на східній околиці Матяшівки. Тече переважно на південний захід і на північно-західній стороні від Яресьок впадає у річку Псел, ліву притоку Дніпра.